# Гротгус, Василий Дмитриевич
Барон (с 1870) Василий Дмитриевич (Вильгельм Карлович) Гро́тгус (нем. Вильгельм Эрнст Йохан Дитрих фон Гро́тгус) (15 (27) февраля 1820 - 27 января (8 февраля) 1892) — генерал-майор Русской императорской армии.

## Биография
Сын гвардии полковника. Происходит из балтийско-немецкого баронского рода Гротгусов, вассалов епископства Пильтенского, известных с XVI века в Курляндии. Род фон-Гротгусов внесён в мартикул Курляндского дворянства 17 октября 1620 года. Определением Правительствующего Сената от 28 февраля 1862 года, за курляндской дворянской фамилией фон-Гротгус признан баронский титул. Генерал-майор В. Д. Гротгус в баронском достоинстве Российской империи был утвержден уже после отставки с военной службы. До отставки с титулом барона не упоминается.
Отец — Дитрих Карл Петер, или Дмитрий Ульянович фон Гротгус (17 (28) апреля 1787 — 22 ноября (4 декабря) 1850), участник Русско-прусско-французской войны 1806—1807 годов, герой сражения при Прейсиш-Эйлау (офицерский Золотой крест, приравненный, по статусу, к ордену Святого Георгия), участник Отечественной войны 1812 и Заграничных походов 1813—1814 годов (ордена Святого Владимира 4 степени с бантом (19.12.1812) и Святой Анны 2 степени (15.09.1813), золотое оружие с надписью «За храбрость» (13.02.1813), и прусский Pour le Mérite), штабс-капитан Черниговского пехотного полка и адъютант полкового шефа, ген.-адъютанта, ген.-лейтенанта П. П. Коновницына. Впоследствии гвардии полковник (5.06.1829), с 1832 по 1850 год состоявший по штатам Измайловского лейб-гвардии полка, курляндский помещик и предводитель дворянства Курляндской губернии с 1828 по 1836 год. В 1830-х годах — представитель от Российского правительства в курляндских выборных органах власти, а в 1840-х годах состоял в кадровом резерве кандидатов на должность гражданского губернатора. Однако, назначения не получил. Мать — Каролина, урождённая баронесса Брюгген из Стенде (1796—1876), потомок Филиппа фон дер Брюггена, первого владельца Стенде с XVI века. Её род, владевший Стенде на протяжении четырех столетий, происходил из Вестфалии.
Вильгельм Карлович-Василий Дмитриевич Гротгус записан в службу пажом Двора Его Величества. Состоял кандидатом Пажеского корпуса. Однако, в корпус зачислен не был. В связи с достижением 15-ти летнего возраста, во исполнение предписания начальства, в апреле 1835 года исключен из общего кандидатского списка Пажеского корпуса, с оставлением, на существующих правилах, в звании пажа Высочайшего Двора и зачислением в число пажей-некандидатов корпуса. По выбору родителей, с 1837 года вступил в военную службу юнкером Клястицкого Гусарского полка. Высочайшим приказом (ВП) от 19.06.1840, из юнкеров того полка, производится в корнеты Клястицкого Гусарского полка, со старшинством с 24 мая 1840 года. В том же — 1840, в связи с достижением 20-ти летнего возраста и производством в офицерский чин, на основании Свода военных постановлений 3-го тома 711 статьи, приказом Е. И. Высочества главного начальника военно-учебных заведений, по Пажескому корпусу, был исключен «вовсе» из звания пажа Высочайшего Двора. ВП от 20.05.1842, производится, на вакансию, в поручики Клястицкого Гусарского полка. ВП от 11/23.12.1845, в том чине назначен адъютантом командира 2-го резервного кавалерийского корпуса, генерала от кавалерии барона Д. Е. фон-дер Остен-Сакена. ВП от 11.08.1846, производится, на вакансию, из поручиков в штабс-ротмистры Клястицкого гусарского полка, с оставлением в должности. В том чине и в той должности, 28 ноября (10 декабря) 1847 пожалован кавалером ордена Святой Анны 3 степени, в воздаяние за отлично-усердную и ревностную службу. ВП от 10.11.1848, из штабс-ротмистров Клястицкого Гусарского полка, переводится штабс-ротмистром Кирасирского Военного Ордена полка, с оставлением в настоящей должности. ВП от 14.08.1849, производится, на вакансию, в ротмистры Кирасирского Военного Ордена полка, с оставлением в настоящей должности. С 22.08.1849 года состоит адъютантом барона Д. Е. фон-дер Остен-Сакена, пожалованного в звание генерал-адъютанта Его Величества, с оставлением в должности командира 2-го резервного кавалерийского корпуса. В том же — 1849, пожалован орденом Святого Владимира 4 степени, в воздаяние за отлично-усердную и ревностную службу. С 20 января (1 февраля) 1850 года отставлен от должности адъютанта командира 2-го резервного кавалерийского корпуса, барона Д. Е. фон-дер Остен-Сакена, назначенного командиром 4-го пехотного корпуса, с оставлением в звании генерал-адъютанта. ВП от 21.04.1850, назначен на должность адъютанта к нему же, генерал-адъютанту, генералу от кавалерии барону Д. Н. фон-дер Остен-Сакену, по званию командира 4-го пехотного корпуса, с переводом ротмистром Гусарского Его Императорского Высочества Наследника Цесаревича полка 2-й бригады 4-й лёгкой кавалерийской дивизии 4-го пехотного корпуса. В той должности пожалован в чин майора, с зачислением по армейской кавалерии, и с 1 (13) сентября 1852 года отставлен от должности адъютанта барона Д. Н. фон-дер Остен-Сакена, уволенного в отпуск, для излечения болезни, в Херсонскую губернию, на один год, с увольнением от командования 4-м пехотным корпусом и с оставлением в звании генерал-адъютанта. ВП от 21.01.1853, назначен вновь на должность адъютанта командира 4-го пехотного корпуса — генерала от инфантерии П. А. Данненберга, с оставлением майором по кавалерии. ВП от 1.10.1853, из адъютантов П. А. Данненберга, с оставлением майором по кавалерии, назначен вновь адъютантом барона Д. Н. фон-дер Остен-Сакена, с 3 (15) июля 1853 года назначенного командиром 3-го пехотного корпуса, на место генерала от кавалерии барона И. П. фон Оффенберга, которому приказано состоять на кавалерии. В той должности майор В. Д. Гротгус служил вместе с ротмистром Уланского Его Императорского Высочества эрц-герцога Австрийского Альберта полка, бароном Карлом Дитриховичем фон-Гротгусом, возможно, своим родственником, бывшего адъютантом командира 3-го пехотного корпуса, генерала от кавалерии барона И. П. фон Оффенберга, и с 3 (15) сентября 1853 года назначенного адъютантом нового командира 3-го пехотного корпуса, барона Д. Н. фон-дер Остен-Сакена.
В должности адъютанта барона, затем графа (10.08.1855) Д. Н. фон-дер Остен-Сакена майор В. Д. Гротгус участвовал в Восточной войне 1853—1856 годов. Отличился в Дунайской кампании 1854 и в Крымской кампании 1854—1855 годов. ВП от 20.04.1854, производится, за отличие в сражении против англичан и французов, состоящий по кавалерии, адъютант командира 3-го пехотного корпуса, генерал-адъютанта барона Д. Н. фон-дер Остен-Сакена, майор Гротгус, в подполковники, со старшинством с 10 (22) апреля 1854 года, с оставлением по кавалерии и в настоящей должности. Указом от 6 (18) июля 1854, пожалован кавалером ордена Святой Анны 2 степени, подполковник, адъютант командира 3-го пехотного корпуса, состоящий по кавалерии Гротгус, «в воздаяние за отличное мужество и храбрость, оказанные в сражениях с турками, при переправе, в марте месяце нынешнего года, чрез Дунай, у Измаила». С 29 ноября (11 декабря) 1854 года оставлен в должности адъютанта барона Д. Н. фон-дер Остен-Сакена, назначенного командиром 4-го пехотного корпуса, с оставлением в звании генерал-адъютанта. Указом от 10 (22) августа 1855 года, пожалован, кавалером ордена Святой Анны 2 степени, с императорской короной, адъютант командира 4-го пехотного корпуса, состоящий по кавалерии подполковник В. Д. Гротгус, «в воздаяние за отличное мужество и храбрость, оказанные в делах против неприятеля, при защите Крыма». Тем же указом его начальник пожалован графским титулом. Указом от 19 (31) августа 1855 года пожалованы, золотой саблей, с надписью «За храбрость», состоящие по кавалерии, адъютант командира 4-го пехотного корпуса, подполковник В. Д. Гротгус, и майор барон К. Д. фон Гротгус, «в воздаяние за отличную храбрость и мужество, оказанные ими во время второго усиленного бомбардирования неприятелем Севастополя». ВП от 24.12.1855, производится, за отличие в сражениях против турок, англичан и французов, состоящий по армейской кавалерии, адъютант командира 4-го пехотного корпуса, подполковник В. Д. Гротгус, в полковники, с оставлением по армейской кавалерии. Тем же приказом, майор барон К. Д. фон Гротгус, производится в подполковники, с оставлением по армейской кавалерии и с назначением вновь на должность адъютанта командира 4-го пехотного корпуса, генерал-адъютанта графа Д. Н. Остен-Сакена. Крымская служба В. Д. Гротгуса в должности адъютанта Остен-Сакена нашла отражение в мемуарной литературе.
Получив чин полковника, с оставлением по кавалерии, с 1855 года В. Д. Гротгус был включен в кадровый резерв, кандидатом на должность полкового командира. С 1 (13) января 1856 года отставлен от должности адъютанта командира 4-го пехотного корпуса, в связи с назначением графа Д. Н. Остен-Сакена членом Государственного Совета. ВП от 26.04.1856, переводится, состоящий по армейской кавалерии, полковник В. Д. Гротгус, полковником Уланского Его Королевского Высочества принца Фридриха Виртембергского полка, который в 1856 году с театра военных действий в Крыму переведён на квартиры в Бежецком и Тверском уездах. Полковником того полка продолжал состоять в кадровом резерве кандидатом на должность полкового командира. ВП от 6.03.1857, уволен в отпуск, за границу, в Германию, к тамошним минеральным водам, на 3 месяца. С 17 (29) марта 1857 года выехал из С.-Петербурга в Митаву. ВП от 25.09/7.10.1857, продолжен срок отпуска, для излечения болезни, за границу, ещё на 5 месяцев. Тем же годом награжден знаком отличия «Беспорочная служба XV» (22.08.1857). Возвратившись после лечения на службу в тот же, именовавшийся, с 1857 года, Ямбургским Уланским Его Королевского Высочества принца Фридриха Виртембергского полк, в 1858 пожалован орденом Святого Станислава 2 степени, с императорской короной, в воздаяние отлично-усердной и ревностной службы.
ВП от 19.06.1861, назначен, из полковников Ямбургского Уланского Его Королевского Высочества принца Фридриха Виртембергского полка, полковым командиром Ольвиопольского Уланского генерал-адъютанта графа Остен-Сакена полка, переведённого на квартиры в Обоянский уезд Калужской губернии. В той должности служил до отставки. Указом от 29 января (10 февраля) 1865 года, «в воздаяние отлично-усердной и ревностной службы» командир 7-го Уланского Ольвиопольского генерал-адъютанта графа Остен Сакена полка, полковник Вильгельм Гротгус, всемилостивейше пожалован кавалером ордена Святой Владимира 3 степени. ВП от 13.04.1866, уволен в отставку, «за болезнью», с пожалованием чина генерал-майора.

## Семья
В 1865 году командир Ольвиопольского Уланского полка, полковник Вильгельм Карлович Гротгус, принял православие, с именем Василия Дмитриевича, и женился на девице Екатерине Николаевне Лорер, дочери декабриста Николая Ивановича Лорера. Их дочь – Вера Васильевна Гротгус, 1875 года рождения, была замужем дважды, и оба раза за Бутаковыми. 
Первым браком вышла замуж за лейтенанта 18-го флотского экипажа Григория Ивановича Бутакова (1873—1960), впоследствии контр-адмирала.
В браке с Г. И. Бутаковым Вера Васильевна имела четырех сыновей и дочь. Их старший сын – Мстислав Григорьевич Бутаков (14.09.1901–1948), крещён 7 октября 1901 года в церкви Святителя и Чудотворца Николая при ремесленном училище Цесаревича Николая в Санкт-Петербурге. Восприемники: дядя — капитан 2-го ранга 9-го флотского экипажа Михаил Владимирович Переслени (18.02.1856–5.06.1904) и бабушка по отцу — тоже Вера Васильевна Бутакова (1843–1923). Затем родились сыновья Владимир (19.02.1905—?), Михаил (02.02.1907—?) и Василий (08.04.1911—?).
Вскоре после рождения младшего сына – Василия Григорьевича Бутакова (8.04.1911-?), она развелась с первым мужем, и 27 января 1912 года, в возрасте 36 лет, вышла замуж за 41-летнего войскового старшину 1-го Нерчинского казачьего полка Забайкальского казачьего войска, костромского дворянина Дмитрия Ивановича Бутакова (10.12.1870, о. Кандия, Греция – 1925), для которого это был первый брак. Их венчание состоялось в церкви Святителя и Чудотворца Николая при Морском инженерном училище Императора Николая I в Кронштадте. Поручители по жениху: лейб-гвардии Конно-Гренадерского полка ротмистр Пётр Яковлевич де-Витт и лейб-гвардии Конно-Гренадерского полка ротмистр Владимир Александрович фон Шульц (22.04.1873-1920). По невесте: штаб-офицер и военный историк лейб-гвардии Конно-Гренадерского полка ротмистр Константин Николаевич Скуратов, и мичман Пётр Александрович Алексеев (26.12.1886, С.-Петербург - декабрь 1920, Керчь). 
Второй муж был крёстным отцом вышеупомянутого Василия Григорьевича Бутакова. Очевидно, что войсковой старшина Д. И. Бутаков, впоследствии полковник и командир 2-го Аргунского казачьего полка Забайкальского казачьего войска, был близким родственником (родным братом?) первого мужа Веры Васильевны, который родился там же – в Греции. Возможно, что полковник Д. И. Бутаков и контр-адмирал Г. И. Бутаков были единокровными братьями, по отцу – сыновьями контр-адмирала и генерал-адъютанта Ивана Ивановича Бутакова, долгое время жившего и служившего в Греции, где он, до брака с девицей В. В. Давыдовой, имел нескольких внебрачных сыновей от некой гречанки (или гречанок). По крайней мере, Дмитрий родился в Греции до официального брака контр-адмирала И. И. Бутакова и В. В. Давыдовой.